# شورلت ایمپالا

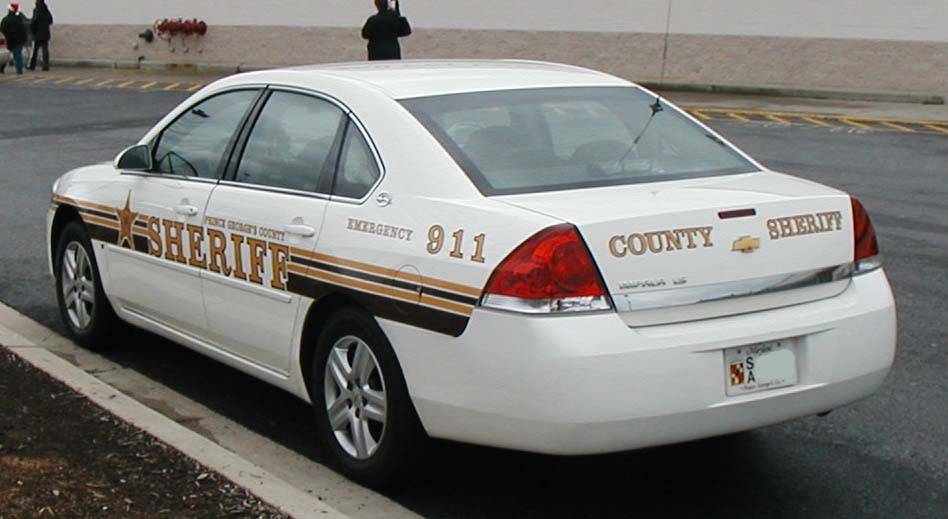
شورلت ایمپالا ۲۰۰۶

شورلت ایمپالا (به انگلیسی: Chevrolet Impala) یکی از مدل‌های سواری اندازه بزرگ شرکت خودروسازی جنرال موتورز زیر مجموعهٔ شورلت است که در سال ۱۹۵۸ معرفی شد. نام این خودرو از ایمپالا نوعی آهوی وحشی که در آفریقای جنوبی زندگی می‌کند برگرفته شده است. این خودرو در ایالات متحده یکی از گرانترین مدلهای شورلت تا سال ۱۹۶۵ محسوب می‌شد که بهترین فروش را به خود اختصاص داده بود و در بازار خودروهای فول سایز با خودروهایی همچون پلیموث فیوری و فورد گالکسی ۵۰۰ رقابت می‌کرد. ایمپالا سال‌های متمادی با چراغهای عقب متقارن و سه‌گانه شناخته شد. کاپریس نیز در سال ۱۹۶۵ مدل سدان اسپورت برگرفته شده از ایمپالا با رنج بالا معرفی شد که به عنوان یک سری جداگانه و بالاتر از ایمپالا قرار گرفت که خود ایمپالا در صدر شورلت بل ایر و شورلت بسکین قرار داشت. تولید ایمپالا تا اواسط دههٔ ۸۰ میلادی در جایگاه یکی از معروفترین مدلهای فول سایز شورلت ادامه یافت. بین سالهای ۱۹۹۴ تا ۱۹۹۸ ایمپالا با موتور خورجینی ۸ سیلندر ۵٫۷ لیتری کاپریس، جانی دوباره گرفت. در سال ۲۰۰۰ ایمپالا به عنوان خودروی فول سایز با چرخهای محرک جلو معرفی شد. اد کول مهندس ارشد شورلت، در اواخر دههٔ ۵۰ میلادی ایمپالا را «خودرویی با پرستیژ برای یک شهروند متوسط آمریکایی» دانسته بود.

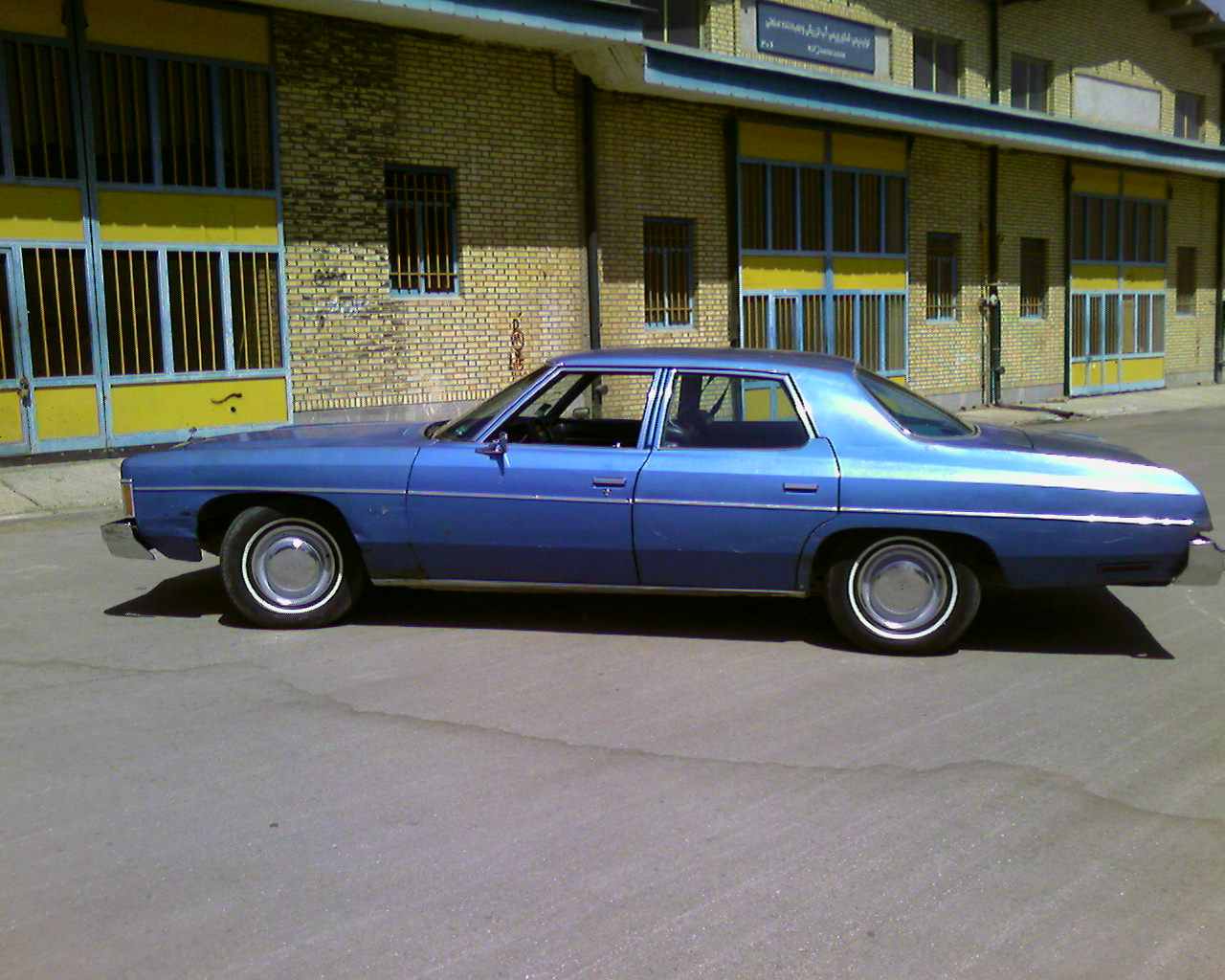
شورلت ایمپالا ۴ در سدان ۱۹۷۴

## نگارخانه

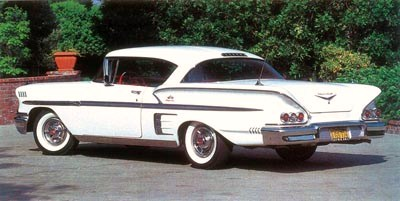
شورولت بل ایر ایمپالا اسپرت کوپه ۱۹۵۸
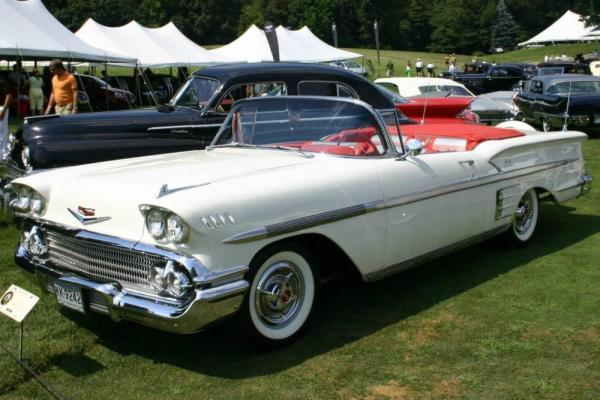
شورلت بل ایر ایمپالا کانورتیبل ۱۹۵۸

## پیوند به بیرون

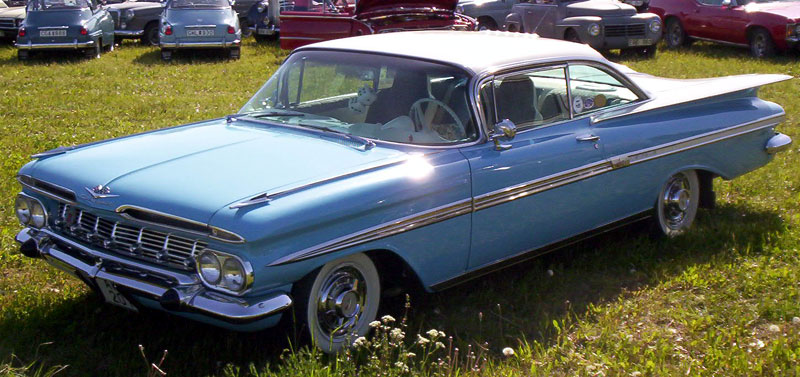
ایمپالا ۱۹۵۹